# Ultimul castel
Ultimul castel (în engleză The Last Castle) este un film de acțiune thriller din 2001. A fost regizat de Rod Lurie, cu Robert Redford, James Gandolfini și Mark Ruffalo în rolurile principale. Filmul, care prezintă o luptă între deținuți și directorul unei închisori militare⁠(d), este inspirat de pușcăria militară Fort Leavenworth⁠(d), SUA.

## Rezumat
Liderul mai multor operațiuni militare de succes, general-locotenentul Eugene Irwin, este trimis într-o închisoare puternic păzită pentru prizonieri militari, comandată de dominatorul și crudul colonel Ed Winter, pentru nerespectarea ordinelor. Celebru pentru isprăvile sale, generalul câștigă imediat simpatia prizonierilor și chiar și șeful închisorii aproape că se înclină în fața lui, dorind să-l facă mâna sa dreaptă. Dar, observând ordinea predominantă aici, nedreptatea și violența, Irvine decide să-l provoace pe Winter și începe pregătirile pentru o adevărată rebeliune pentru a prelua comanda închisorii.

## Distribuție
- Robert Redford – General-locotenent Eugene Irwin
- James Gandolfini – Colonel Ed Winter
- Mark Ruffalo – Sam Yates
- Delroy Lindo – General de brigadă Jim Wheeler
- Steve Burton – Căpitan Peretz
- Paul Calderón – Sergent major Dellwo
- Samuel Ball – Duffy
- Jeremy Childs – Cutbush
- Clifton Collins Jr. – Caporal Aguilar
- Brian Goodman – Beaupre
- Michael Irby – Enriquez
- Robin Wright – Rosalie Irwin, fiica generalului (nemenționată)
- David Alford – Corporal Zamorro

## Producție

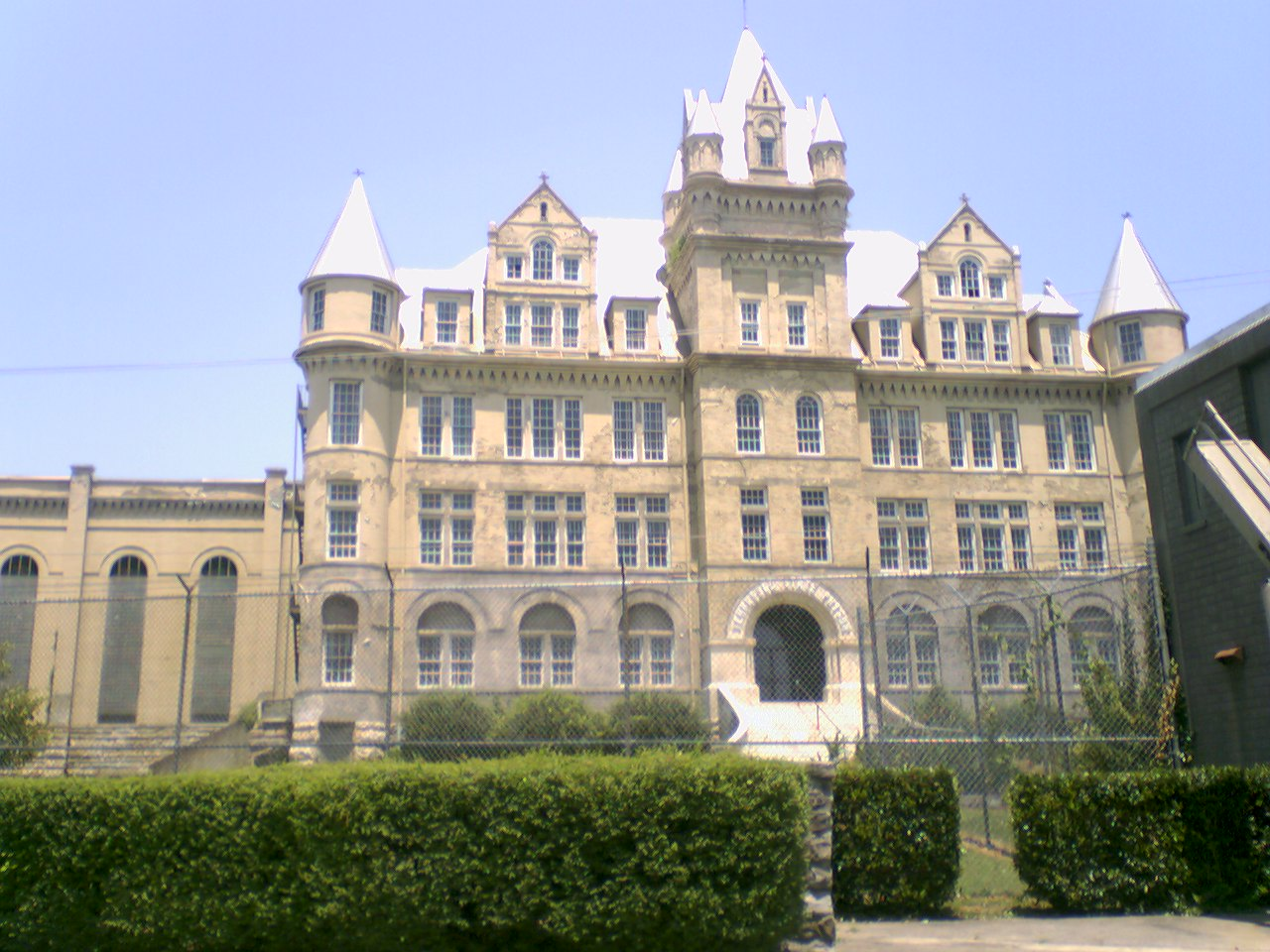
Aspectul de castel al fostei închisori de stat din Tennessee

Filmările principale au avut loc în principal la fosta închisoare de stat Tennessee din Nashville, veche de 103 ani, care a fost folosită anterior la filmări pentru Culoarul Morții și Ultimul dans. Clădirea a fost aleasă datorită aspectului său gotic și asemănător unui castel. Statul Tennessee s-a oferit să ofere locația fără chirie, cu scutire de la taxa de stat pe vânzări de 6%. James Gandolfini a câștigat 5 milioane de dolari pentru că a jucat în film, după ce a terminat cel de-al treilea sezon din Clanul Soprano în martie 2001.
Cheltuielile de producție s-au ridicat la 72 de milioane dolari americani.

## Lansare și primire
Filmul a fost lansat în Statele Unite ale Americii la 19 octombrie 2001. A avut recenzii mixte din partea criticilor, dar a fost o dezamăgire financiară, încasând doar 27 de milioane de dolari americani la un buget de 72 de milioane de dolari americani.